# Hanover Township (Ashland County, Ohio)
Hanover Township ist eines von fünfzehn Townships des Ashland Countys im US-Bundesstaat Ohio. Das U.S. Census Bureau hat bei der Volkszählung 2020 eine Einwohnerzahl von 2.467 ermittelt.

## Geografie
Hanover Township liegt im äußersten Süden des Ashland Countys im mittleren Nordosten von Ohio und grenzt im Uhrzeigersinn an die Townships: Green Township, im Holmes County an das Washington Township und das Knox Township, im Knox County an das Jefferson Township und das
Brown Township und im Richland County an das Monroe Township.

## Verwaltung
Das Township wird durch ein Board of Trustees, bestehend aus drei gewählten Mitgliedern, verwaltet. Zwei Personen werden jeweils im Jahr nach der Präsidentschaftswahl gewählt und eine jeweils im Jahr davor. Die Amtszeit dauert in der Regel vier Jahre und beginnt jeweils am 1. Januar. Daneben gibt es noch einen Township Clerk (Schriftführer), der ebenfalls im Jahr vor der Präsidentschaftswahl auf eine vierjährige Amtszeit gewählt wird. Dessen Amtszeit beginnt jeweils am 1. April.